# 圣但尼勒韦蒂
圣但尼勒韦蒂（法語：Saint-Denis-le-Vêtu，法語發音：[sɛ̃ dəni lə vɛty]）是法国芒什省的一个市镇，属于库唐斯区。

## 地理
圣但尼勒韦蒂（48°59'10"N, 1°24'11"W）面积14.08 平方千米，位于法国诺曼底大区芒什省，该省份为法国西北部沿海省份，西、北、东北三面环大西洋，东起顺时针与卡爾瓦多斯省、奧恩省、马耶讷省和伊勒-维莱讷省接壤。
与圣但尼勒韦蒂接壤的市镇（或旧市镇、城区）包括：乌维尔、蒙潘雄、龙塞、索塞、谢讷河畔凯特勒维尔。

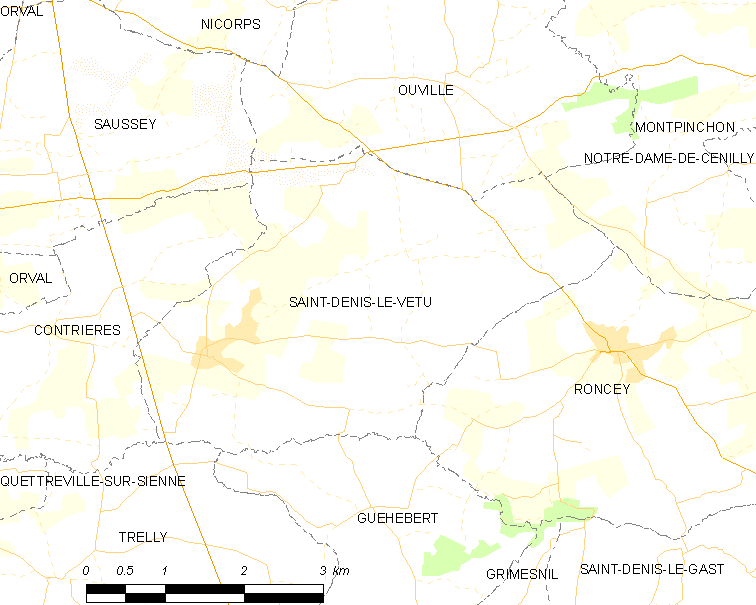
圣但尼勒韦蒂的OSM定位图

圣但尼勒韦蒂的时区为UTC+01:00、UTC+02:00（夏令时）。

## 行政
圣但尼勒韦蒂的邮政编码为50210，INSEE市镇编码为50464。

## 政治
圣但尼勒韦蒂所属的省级选区为谢讷河畔凯特勒维尔县。

## 人口

1962-2008年间圣但尼勒韦蒂人口变化图示

圣但尼勒韦蒂于2022年1月1日时的人口数量为605人。